# Veronica Pivetti
Veronica Pivetti (n. 19 februarie 1965, Milano, Italia) este o actriță italiană.